# Zambia Electricity Supply Corporation
Zambia Electricity Supply Corporation (ZESCO) ist der Betreiber der Kraftwerke in Sambia und einer der Stromverteiler. Es ist zu 100 Prozent in Regierungsbesitz, arbeitet aber wie ein privates Unternehmen.
Elektrizität gibt es in Sambia seit 1906, als ein kleines thermisches Kraftwerk bei Livingstone gebaut wurde, um die Stadt zu versorgen. Erst 1938 wurde unterhalb der Victoria-Fälle in der dritten Schlucht ein Wasserkraftwerk errichtet. Danach wurden mit der steigenden Kupfergewinnung weitere, voneinander unabhängige thermische Kraftwerke erbaut. Die Stromversorgung blieb so eine lokale Angelegenheit.
Die erste Initiative, die Netze miteinander zu verbinden, ist in den 1950er Jahren zu verzeichnen, als vier Kraftwerke mit 120 MW Leistung in einer Station in Kitwe miteinander verkoppelt wurden. Der nächste wichtige Schritt war 1956 die 220-kV-Leitung vom sambischen Teil des Copperbelts in die Shaba-Provinz in der Demokratischen Republik Kongo. Der entscheidende Schritt wurde der Bau der Kariba-Talsperre zwischen 1956 und 1962, nachdem die Generatoren auf der südlichen Seite der Talsperre ihren Betrieb aufgenommen hatten.
Kariba wurde durch die Central Africa Power Corporation (CAPCO) betrieben, eine von Südrhodesien und Nordrhodesien gemeinsam gegründete Gesellschaft. Sie baute eine 2.700 Kilometer lange 330-kV-Leitung in den Copperbelt mit Umspannstationen in Leopard Hills und Kabwe. Der Bau der Kafue-Talsperre 1967 bis 1973 mit erst 600 MW, inzwischen 900 MW, machte Elektrizität in Sambia endlich zu einer nationalen und allgemein verfügbaren Energiequelle. Alles Weitere wurde vor allem zu einer Frage des Ausbaus des Leitungsnetzes, auch wenn das Wasserkraftwerk unter den Victoria-Fällen 1969 um 60 MW und 1972 um 108 MW erweitert wurde.
Das Leitungsnetz versorgt bis heute vor allem die entwickelten Regionen des Landes zwischen Mongu, Livingstone, Lusaka und Copperbelt. Daneben gibt es einige isolierte kleine Netze von winzigen Wasserkraftwerken bei den Chishimba-Fällen, den Musondafällen, am Lusiwishi und am Luanza im Norden sowie zwei weitere Wasserkraftwerke am Mulungushi und am Lunsemfwa für Kabwe. Dabei ist es bis ins Jahr 2006 geblieben. Eine Leitung nach Chavuma wurde erst neu gelegt, als 2006 dort Erdöl und -gasvorkommen entdeckt wurden – das dauerte sechs Monate.
Die Zambia Electricity Supply Corporation wurde 1970 als halbstaatliches Unternehmen gegründet. 1996 wurde ihr Verhältnis zum Staat neu festgelegt. Sie wird geleitet von einem Vorstand, der durch die Regierung berufen wird, die ihrerseits den privaten Sektor konsultiert und an der Berufung partizipieren lässt. Das ändert alles nichts an der Tatsache, dass ZESCO nach wie vor eine der wichtigsten Geldquellen der sambischen Regierungen ist, die mit den Erträgen, vor allem mit den beträchtlichen Exporterträgen von über 400 MW pro Jahr alles Mögliche finanziert, nur nicht den flächendeckenden Ausbau des Leitungsnetzes und der Nutzung der überreichlich vorhandenen Wasserkraft. Die sambischen Strompreise sind die höchsten der Region. Eine Bilanz lag bis 2006 nicht öffentlich vor.
| Stromverbrauch in Sambia 2002 |               |
| Sektor                        | Verbrauch     |
| Privatkunden                  | 888.353 MWh   |
| Geschäfte                     | 121.253 MWh   |
| Industrie                     | 739.693 MWh   |
| soziale Einrichtungen         | 150.334 MWh   |
| Bergbau                       | 2.739.094 MWh |
| Verbrauch insgesamt           | 4.640.729 MWh |